# Mercedes-Benz EQE SUV
De Mercedes-Benz EQE SUV (X294) is een volledig elektrische crossover SUV uit de hogere middenklasse, die in 2022 door Mercedes-Benz op de markt werd gebracht. De EQE SUV is de elektrische tegenhanger van de iets grotere Mercedes-Benz GLE.
De EQE SUV wordt gebouwd in de Verenigde Staten in de assemblagefabriek van Tuscaloosa (Alabama) en biedt plaats aan vijf inzittenden.

## Fotogalerij

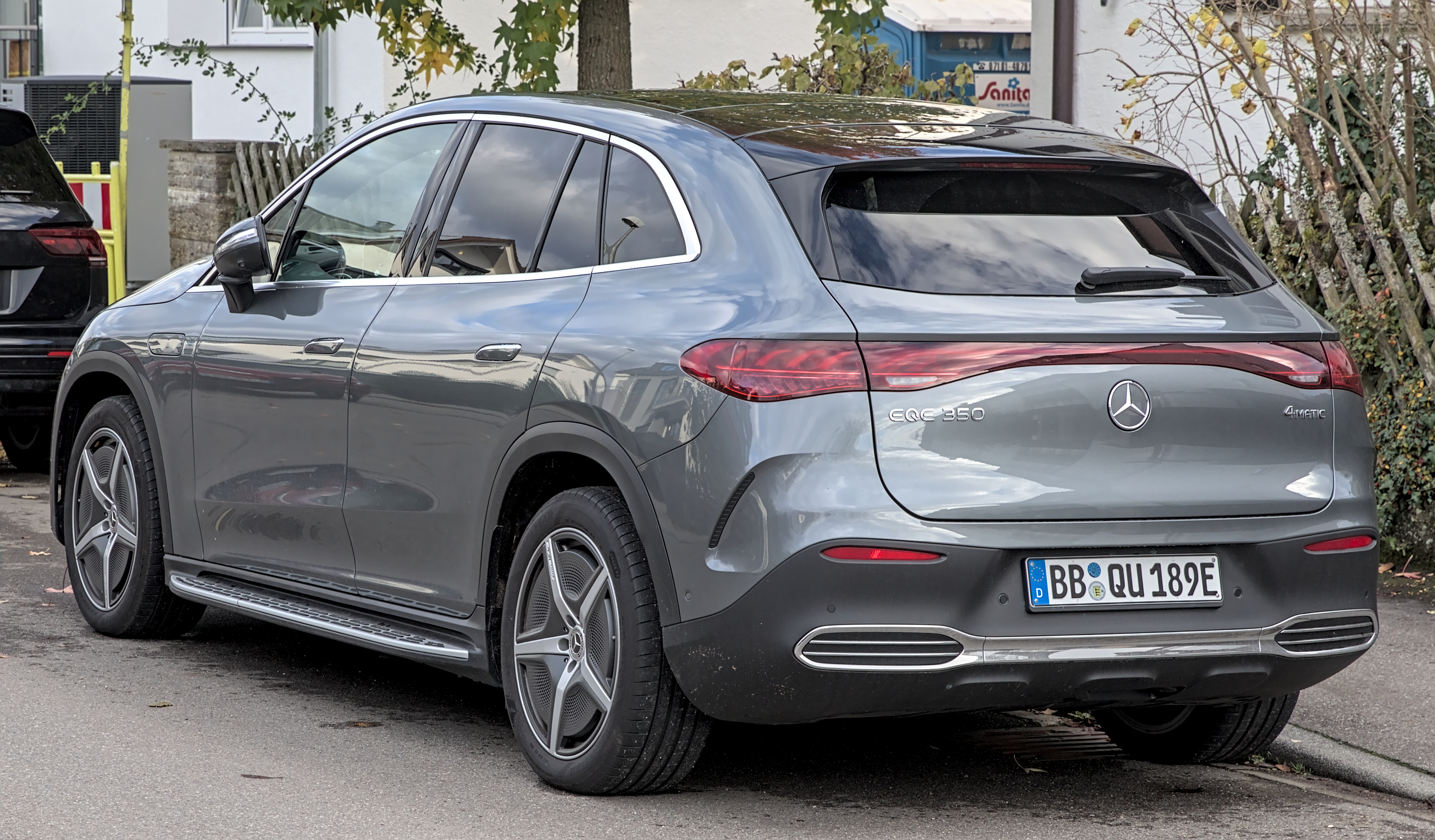
achteraanzicht
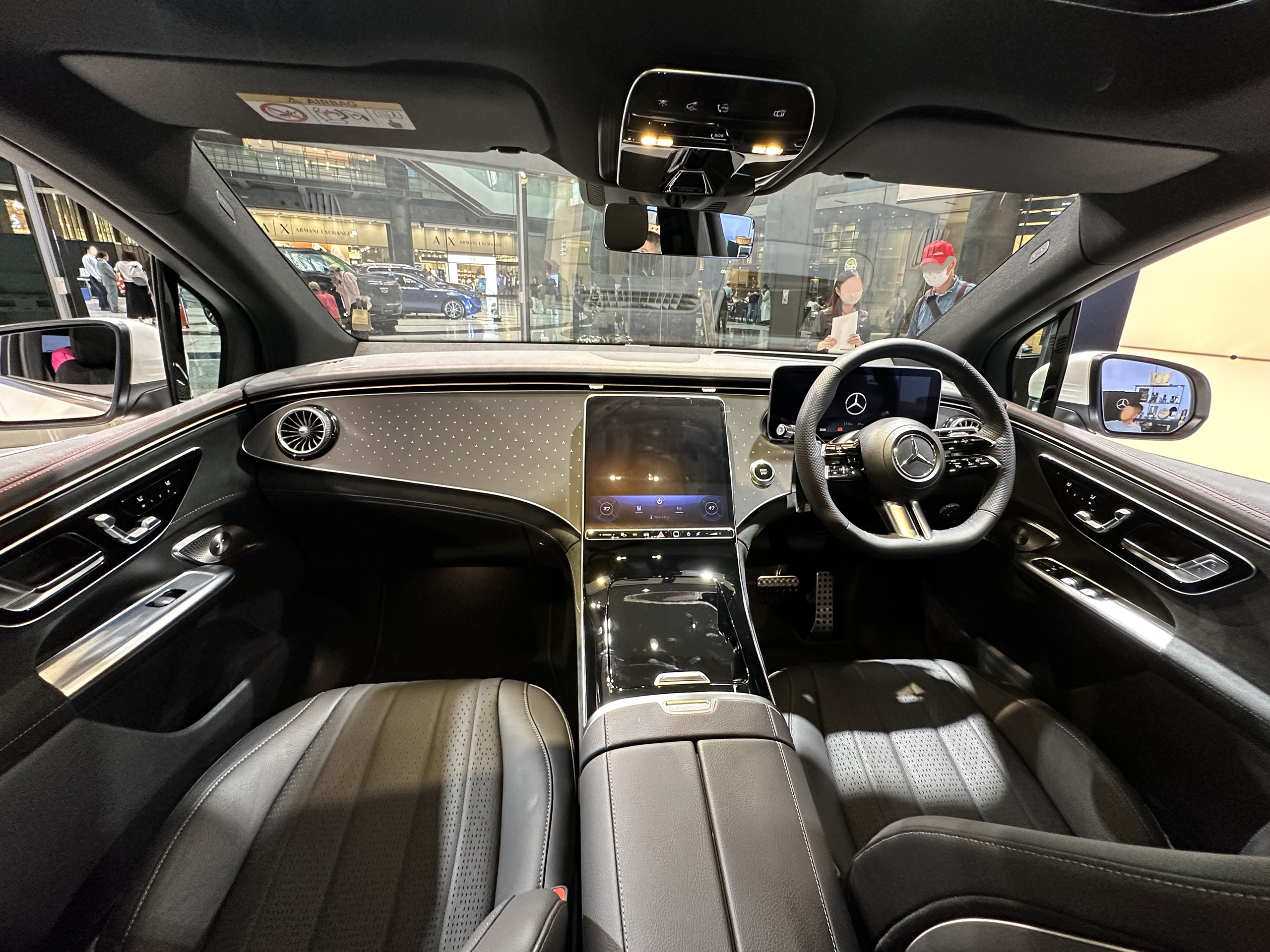
interieur
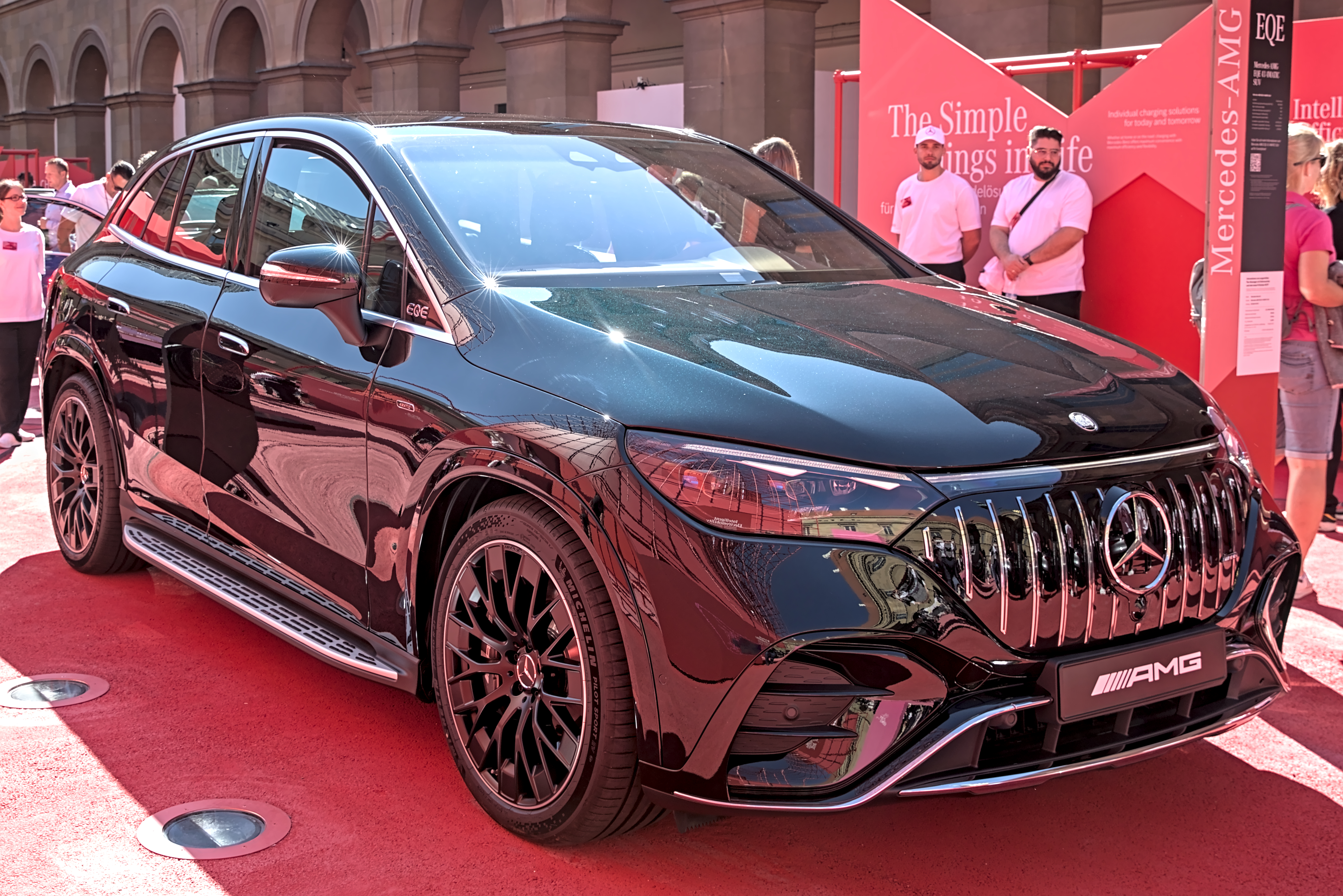
Mercedes-AMG EQE SUV 43 4Matic
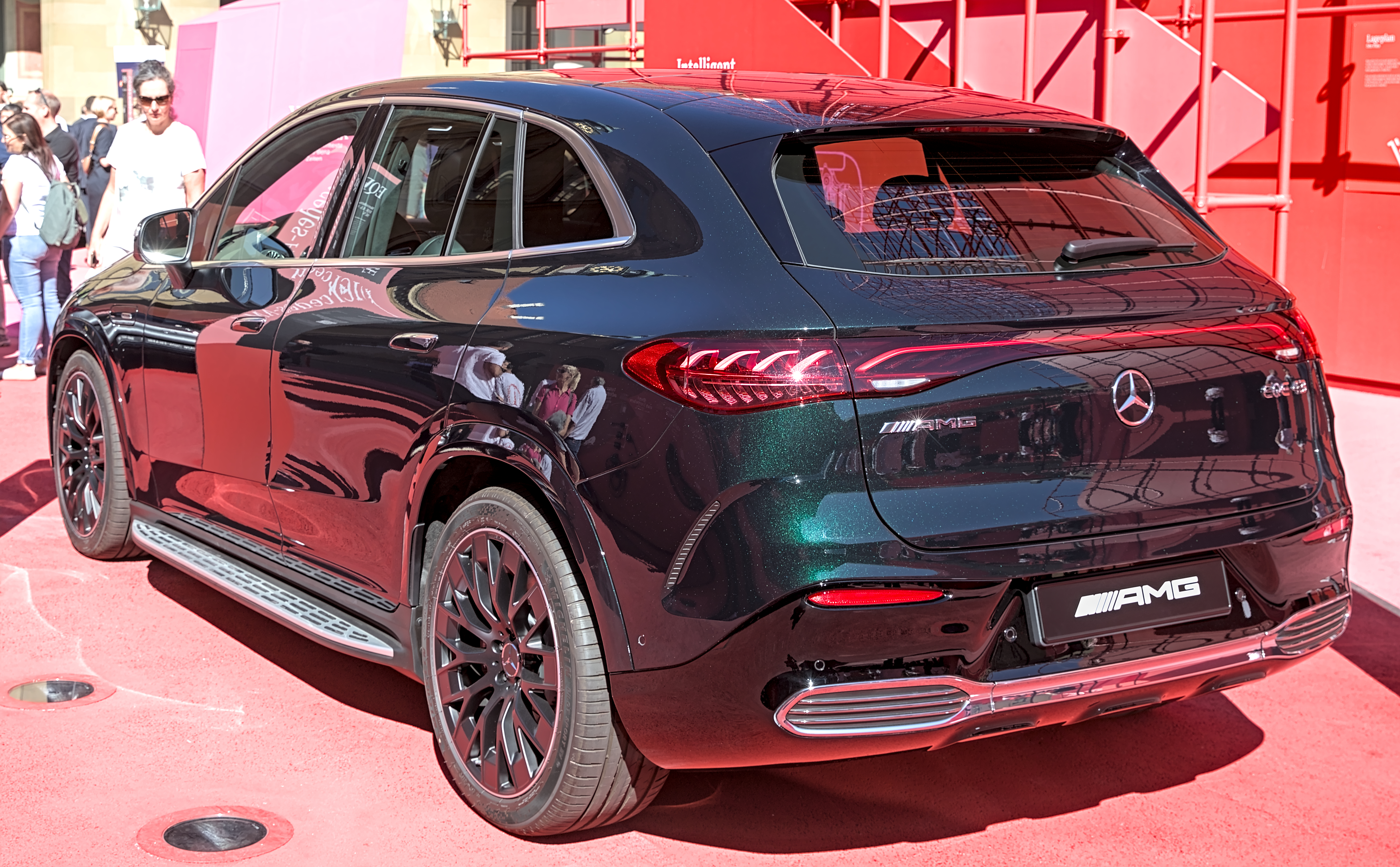
Mercedes-AMG EQE SUV 43 4Matic, achteraanzicht

## Technisch
De EQE SUV is beschikbaar in vier uitvoeringen: de EQE 300, 350+, 350 4Matic en 500 4Matic. Daarnaast zijn er ook drie sportieve AMG-varianten: de AMG EQE 43 4Matic, 53 4Matic+ en 53 4Matic+ Dynamic Plus. De instapmodellen zijn standaard voorzien van achterwielaandrijving, de duurdere uitvoeringen beschikken over twee elektromotoren en vierwielaandrijving (4Matic).  
Alle modellen zijn voorzien van een 328 V, 90,6 kWh lithium-ionbatterij, bestaande uit 10 modules die zich onder de vloer bevinden. Het laadvermogen bedraagt 11 kW (AC) of maximaal 170 kW (DC) aan een snellader.
| Aanduiding                      | Motor                           | Vermogen        | Koppel  | Gewicht | 0-100 km/u | Topsnelheid | Actieradius (WLTP) | Jaartal      |
| ------------------------------- | ------------------------------- | --------------- | ------- | ------- | ---------- | ----------- | ------------------ | ------------ |
| EQE 300                         | elektromotor achteraan          | 183 kW (245 pk) | 550 Nm  | 2460 kg | 7,6 s      | 210 km/u    | 470–554 km         | 2023 - heden |
| EQE 350+                        | elektromotor achteraan          | 218 kW (292 pk) | 565 Nm  | 2430 kg | 6,7 s      | 210 km/u    | 480–590 km         | 2023 - heden |
| EQE 350 4Matic                  | elektromotor voor- en achteraan | 218 kW (292 pk) | 765 Nm  | 2580 kg | 6,6 s      | 210 km/u    | 459–558 km         | 2023 - heden |
| EQE 500 4Matic                  | elektromotor voor- en achteraan | 304 kW (408 pk) | 858 Nm  | 2560 kg | 4,9 s      | 210 km/u    | 460–547 km         | 2023 - heden |
| AMG EQE 43 4Matic               | elektromotor voor- en achteraan | 355 kW (476 pk) | 858 Nm  | 2600 kg | 4,3 s      | 210 km/u    | 431–488 km         | 2022 - heden |
| AMG EQE 53 4Matic+              | elektromotor voor- en achteraan | 467 kW (626 pk) | 950 Nm  | 2690 kg | 3,7 s      | 220 km/u    | 375–470 km         | 2023 - heden |
| AMG EQE 53 4Matic+ Dynamic Plus | elektromotor voor- en achteraan | 512 kW (687 pk) | 1000 Nm | 2690 kg | 3,5 s      | 240 km/u    | 375–470 km         | 2023 - heden |

Huidige modellen:
EQA · 
EQB · 
EQC · 
EQE (EQE SUV) · 
EQG · 
EQS · 
EQV · 
EQT